# Горња вас (Зрече)
Горња вас (словен. Gornja vas) је насељено место у општини Зрече, Савињска регија, Словенија.

## Историја
До територијалне реорганизације у Словенији била је у саставу старе општине Словенске Коњице. Као самостално насеље, Горња вас постоји од 1998. године. Настала је издвајањем дела из насеља Странице.

## Становништво
У попису становништва из 2011. године, Горња вас је имала 56 становника.
| Број становника према пописима | Број становника према пописима |
| ------------------------------ | ------------------------------ |
| 2002                           | 2011                           |
| 48                             | 56                             |

Напомена: Године 1998. настала издвајањем дела из насеља Странице.